# بخش جره و بالاده
بخش جـِره و بالاده یکی از بخش‌های شهرستان کازرون و دومین بخش بزرگ استان فارس ایران است.
بخش جره و بالاده با مساحت ۱۵۶۷ کیلومتر مربع، دارای دهستان‌های جره به مساحت ۷۰۰ کیلومتر مربع، دادین به مساحت ۵۵۷ کیلومتر مربع و فامور به مساحت ۳۱۰ کیلومتر مربع بزرگ‌ترین بخش شهرستان کازرون و دومین بخش بزرگ استان فارس بشمار می‌آید.

## گلدشت
نرگس‌زار جره، بزرگ‌ترین نرگس‌زار طبیعی ایران است که با ۱۴۰ هکتار وسعت در نزدیکی روستای جره قرار گرفته است. به این علت مسئولان استانی جهت ارتقا بخش جره و بالاده به شهرستان ، که دومین بخش بزرگ استان فارس نیز میباشد نام شهرستان گلدشت به مرکزیت شهر والاشهر پیشنهاد داده اند‌. نرگس‌زار جره در سال ۱۳۹۵ از سوی انجمن گل و گیاه ایران به عنوان خانه نرگس ایران معرفی شد.

## رتبه در استان
بخش جره و بالاده دومین بخش پرجمعیت   استان فارس می باشد.

لیست ۹ بخش پرجمعیت استان فارس که در آینده خیلی نزدیک شهرستان خواهند شد.
| ردیف | بخش                 | شهرستان   | جمعیت سال ۱۳۹۵ |
| ---- | ------------------- | --------- | -------------- |
| ۱    | بخش درودزن          | مرودشت    | ۳۷٬۸۲۶         |
| ۲    | بخش جره و بالاده    | کازرون    | ۳۵٬۵۲۴         |
| ۳    | بخش سیدان           | مرودشت    | ۳۲٬۸۵۰         |
| ۴    | بخش ششده و قره بلاغ | فسا       | ۳۰۷۰۲          |
| ۵    | بخش جنت             | داراب     | ۲۹٬۸۵۲         |
| ۶    | بخش شیبکوه          | فسا       | ۲۶٬۹۱۹         |
| ۷    | بخش میمند           | فیروزآباد | ۲۴٬۸۸۵         |
| ۸    | بخش ارژن            | شیراز     | ۲۳٬۴۶۱         |
| ۹    | بخش فورگ            | داراب     | ۲۲٬۱۳۸         |

هم اکنون جمعیت بخش جره و بالاده  از ۵ شهرستان زیر بیشتر است.
| ردیف | شهرستان  | مرکز      | جمعیت سال ۱۳۹۵ |
| ---- | -------- | --------- | -------------- |
| ۱    | بختگان   | آباده طشک | ۳۲٬۲۲۴         |
| ۲    | پاسارگاد | سعادت‌شهر  | ۳۰٬۱۱۸         |
| ۳    | بوانات   | بوانات    | ۲۷٬۲۸۹         |
| ۴    | جویم     | جویم      | ۲۵٬۰۸۱         |
| ۵    | سرچهان   | کره ای    | ۲۳٬۱۲۹         |

## تقسیمات کشوری
- بخش جره و بالاده 
  - دهستان جره
  - دهستان دادین
  - دهستان فامور

شهرها: والاشهر

## جمعیت
بنابر سرشماری مرکز آمار ایران، جمعیت بخش جره و بالاده در سال ۱۳۹۵ برابر با ۳۵٬۵۲۴ نفر (۹٬۹۶۷ خانوار) بوده‌است.
| جمعیت        | سرشماری ۸۵ | سرشماری ۹۰ | سرشماری ۹۵ |
| ------------ | ---------- | ---------- | ---------- |
| تعداد خانوار | ۷۸۰۵       | ۸۷۶۶       | ۹۹۶۷       |
| جمعیت        | ۳۷۸۱۵      | ۳۴۲۰۴      | ۳۵۵۲۴      |

## مردم
اهالی بخش جره و بالاده شیعه دوازده امامی اند به زبان ترکی قشقایی و فارسی سخن می گویند. 